# Lijst van voetbalinterlands Jordanië - Palestina
Deze lijst van voetbalinterlands is een overzicht van alle officiële voetbalwedstrijden tussen de nationale teams van Jordanië en Palestina. De landen hebben tot op heden twaalf keer tegen elkaar gespeeld. De eerste ontmoeting, een kwalificatiewedstrijd voor de Arab Nations Cup 1998, vond plaats op 26 juli 1998 in Beiroet (Libanon). Het laatste duel, een kwalificatiewedstrijd voor het Wereldkampioenschap voetbal 2026, werd gespeeld in Amman op 20 maart 2025.

## Wedstrijden
| №  | Plaats       | Datum             | Competitie                         | Wedstrijd            | Uitslag |
| -- | ------------ | ----------------- | ---------------------------------- | -------------------- | ------- |
| 1  | Beiroet      | 26 juli 1998      | Arab Nations Cup 1998 kwalificatie | Jordanië − Palestina | 1 − 1   |
| 2  | Amman        | 18 augustus 1999  | Pan-Arabische Spelen 1999          | Palestina − Jordanië | 0 − 2   |
| 3  | Amman        | 29 augustus 1999  | Pan-Arabische Spelen 1999          | Jordanië − Palestina | 4 − 1   |
| 4  | Doha         | 4 april 2000      | Azië Cup 2000 kwalificatie         | Palestina − Jordanië | 1 − 5   |
| 5  | Koeweit      | 16 december 2002  | Arab Nations Cup 2002              | Palestina − Jordanië | 1 − 1   |
| 6  | Teheran      | 17 juni 2004      | West-Azië Cup 2004                 | Palestina − Jordanië | 1 − 1   |
| 7  | Ar-Ram       | 26 oktober 2008   | Vriendschappelijk                  | Palestina − Jordanië | 1 − 1   |
| 8  | Melbourne    | 16 januari 2015   | Azië Cup 2015                      | Palestina − Jordanië | 1 − 5   |
| 9  | Abu Dhabi    | 15 januari 2019   | Azië Cup 2019                      | Palestina − Jordanië | 0 − 0   |
| 10 | Doha         | 7 december 2021   | FIFA Arab Cup 2021                 | Jordanië − Palestina | 5 − 1   |
| 11 | Kuala Lumpur | 10 september 2024 | WK 2026 kwalificatie               | Palestina − Jordanië | 1 − 3   |
| 12 | Amman        | 20 maart 2025     | WK 2026 kwalificatie               | Jordanië − Palestina | 3 − 1   |

## Samenvatting
| Competitie                    | Totaal gespeeld | Winst Jordanië | Gelijk | Winst Palestina | Doelsaldo Jordanië – Palestina |
| ----------------------------- | --------------- | -------------- | ------ | --------------- | ------------------------------ |
| WK-kwalificatie               | 2               | 2              | 0      | 0               | 6 − 2                          |
| Azië Cup                      | 2               | 1              | 1      | 0               | 5 − 1                          |
| Azië Cup-kwalificatie         | 1               | 1              | 0      | 0               | 5 − 1                          |
| FIFA Arab Cup                 | 1               | 1              | 0      | 0               | 5 − 1                          |
| Pan-Arabische Spelen          | 2               | 2              | 0      | 0               | 6 − 1                          |
| West-Azië Cup                 | 1               | 0              | 1      | 0               | 1 − 1                          |
| Arab Nations Cup              | 1               | 0              | 1      | 0               | 1 − 1                          |
| Arab Nations Cup-kwalificatie | 1               | 0              | 1      | 0               | 1 − 1                          |
| Vriendschappelijk             | 1               | 0              | 1      | 0               | 1 − 1                          |
| Totaal                        | 12              | 7              | 5      | 0               | 31 − 10                        |

## Details

### Zevende ontmoeting
| Vriendschappelijk (Ar-Ram, Palestina, 26 oktober 2008): |       |                  |
| Palestina                                               | 1 – 1 | Jordanië         |
| Ahmed Kashkash 4'                                       | goals | 48' Read Nawatir |

JFA · A-internationals · Bondscoaches · Selecties · Jordaans vrouwenelftal · Olympisch elftal · Jordanië U20 · Jordanië U19 · Jordanië U18 · Jordanië U17
1953 – 1969 · 
1970 – 1979 · 
1980 – 1989 · 
1990 – 1999 · 
2000 – 2009 · 
2010 – 2019 ·
2020 − 2029
1953 · 
1954 · 1955 · 1956 · 
1957 · 
1958 · 1959 · 1960 · 1961 · 1962 · 
1963 · 
1964 · 
1965 · 
1966 · 
1967 · 1967 · 1969 · 1970 · 
1971 · 
1972 · 1973 · 
1974 · 
1975 · 
1976 · 
1977 · 1978 · 1979 · 1980 · 
1981 · 
1982 · 
1983 · 
1984 · 
1985 · 
1986 · 
1987 · 
1988 · 
1989 · 
1990 · 
1991 · 
1992 · 
1993 · 
1994 · 1995 · 
1996 · 
1997 · 
1998 · 
1999 · 
2000 · 
2001 · 
2002 · 
2003 · 
2004 · 
2005 · 
2006 · 
2007 · 
2008 · 
2009 · 
2010 · 
2011 · 
2012 · 
2013 · 
2014 ·
2015 ·
2016 ·
2017 ·
2018 ·
2019 ·
2020 ·
2021 ·
2022 ·
2023
Afghanistan ·
Albanië ·
Algerije ·
Armenië ·
Australië ·
Azerbeidzjan ·
Bahrein ·
Bangladesh ·
Bosnië en Herzegovina ·
Bulgarije ·
Cambodja ·
China ·
Colombia ·
Cyprus ·
Ecuador ·
Egypte ·
Estland ·
Filipijnen ·
Finland ·
Georgië ·
Haïti ·
Hongarije ·
Hongkong ·
India ·
Indonesië ·
Irak ·
Iran ·
Ivoorkust ·
Jamaica ·
Japan ·
Jemen ·
Kazachstan ·
Kenia ·
Kirgizië ·
Koeweit ·
Kosovo ·
Kroatië ·
Laos ·
Libanon ·
Libië ·
Litouwen ·
Maleisië ·
Malta ·
Marokko ·
Mauritanië ·
Moldavië ·
Nepal ·
Nieuw-Zeeland ·
Nigeria ·
Noord-Korea ·
Noorwegen ·
Oezbekistan ·
Oman ·
Pakistan ·
Palestina ·
Paraguay ·
Qatar ·
Saoedi-Arabië ·
Servië ·
Sierra Leone ·
Singapore ·
Slowakije ·
Soedan ·
Spanje ·
Sri Lanka ·
Syrië ·
Tadzjikistan ·
Taiwan ·
Thailand ·
Trinidad en Tobago ·
Tsjaad ·
Tunesië ·
Turkmenistan ·
Uruguay ·
Verenigde Arabische Emiraten ·
Vietnam ·
Wit-Rusland · 
Zambia ·
Zimbabwe ·
Zuid-Jemen ·
Zuid-Korea ·
Zuid-Soedan ·
Zweden
PFF · 
Bondscoaches · 
A-internationals · 
Palestijns vrouwenelftal
1953 – 1959 ·
1960 – 1969 ·
1970 – 1979 ·
1980 – 1989 ·
1990 – 1999 ·
2000 – 2009 ·
2010 – 2019 ·
2020 − 2029
Afghanistan ·
Australië ·
Azerbeidzjan ·
Bahrein ·
Bangladesh ·
Bhutan ·
Burundi ·
Cambodja ·
Chili · 
China ·
Comoren ·
Egypte ·
Filipijnen ·
Griekenland ·
Guam ·
Hongkong ·
India ·
Indonesië ·
Irak ·
Iran ·
Japan ·
Jemen ·
Jordanië ·
Kazachstan ·
Kirgizië ·
Koeweit ·
Libanon ·
Libië ·
Malediven ·
Maleisië ·
Marokko ·
Mauritanië ·
Mongolië ·
Myanmar ·
Nepal ·
Noord-Korea ·
Oezbekistan ·
Oman ·
Oost-Timor ·
Pakistan ·
Qatar ·
Saoedi-Arabië ·
Seychellen ·
Singapore ·
Soedan ·
Sri Lanka ·
Syrië ·
Tadzjikistan ·
Taiwan ·
Tanzania ·
Thailand · 
Turkmenistan ·
Verenigde Arabische Emiraten ·
Vietnam ·
Zuid-Korea